# Arieh Bar Lev
Arieh Bar Lev (ur. 1939 w Warszawie) – izraelski fotograf dokumentalny pochodzący z Polski.

## Życiorys
Studiował w Akademii Sztuk Pięknych i Wzornictwa Besaleela w Jerozolimie, a następnie rozwijał swoje umiejętności fotograficzne pracując z Walterem Collinem, fotografem reklamowym w Londynie. Przez ponad trzydzieści lat pracował w Centrum Szkoleniowym w Sede Boker oraz uczył fotografii w szkole średniej. Arieh Bar Lev dokumentował rozwój Izraela, jego prace są uznawane za dorobek historyczny państwa izraelskiego. Jego prace były wystawiane w Budapeszcie, na Węgrzech (1992), w Beer Sheva Museum (1994 i 1996), w Jerozolimie (1996), w Muzeum Narodowym w Warszawie (1996), w Wielkiej Synagodze w Krakowie (1997), Muzeum Masada w Izraelu (2005) i Muzeum Adama w Izraelu (2007). W 1996 Ministerstwo Spraw Zagranicznych Izraela zleciło Arie Bar Levowi stworzenie portfolio państwa na wizytę państwową w Polsce. Jego publikacje to „Poetry of the Desert” (1994), „Jerusalem: Light of the World” (1996), „Desert Illusions” (1997), „Songs of the Desert” (2002) i „Dialog with the Pioneering Spirit” (2005).